# Ludwig Putz

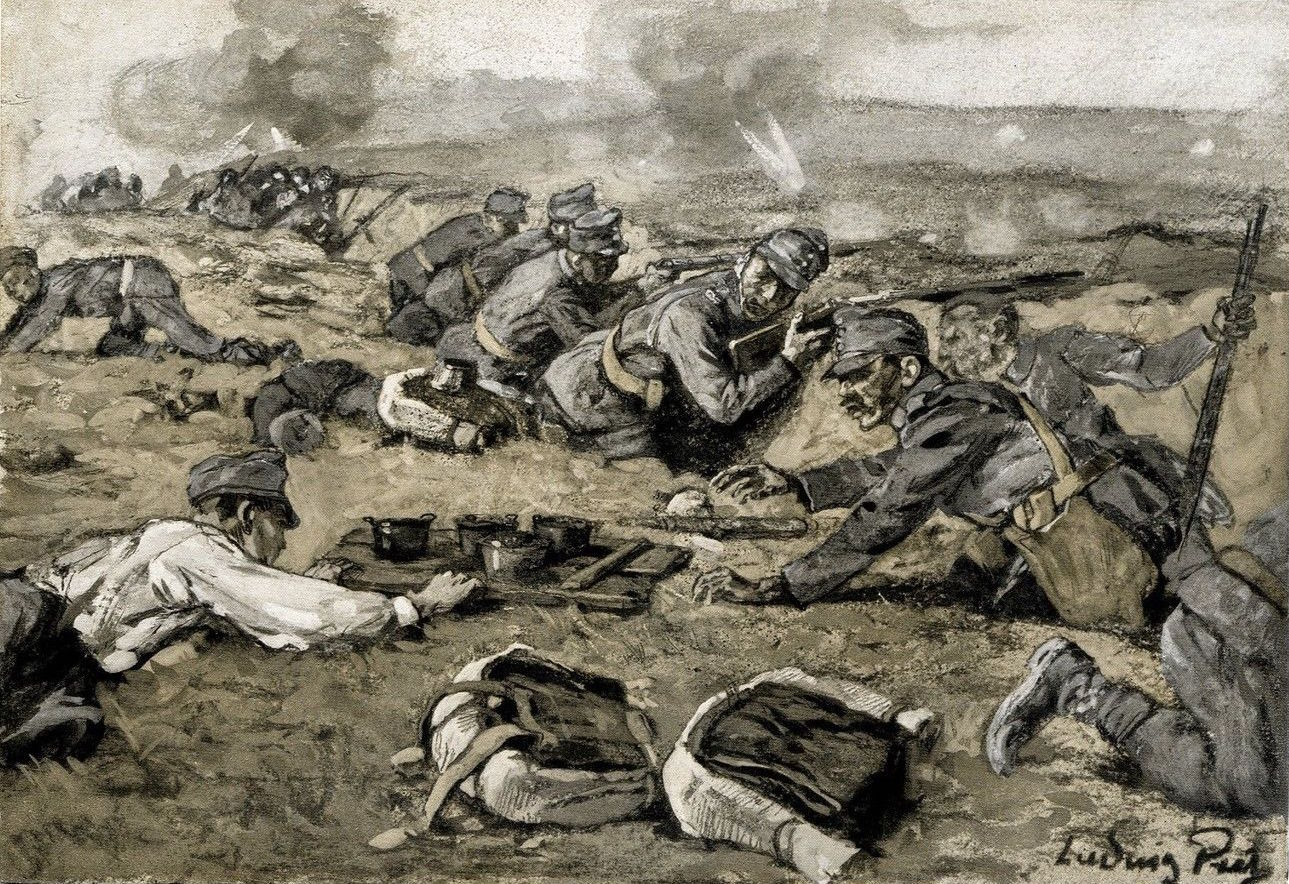
Ludwig Putz: Mittag im Schützengraben

Ludwig Putz (* 15. August 1866 in Wien; † 1947 in München) war ein österreichischer Kriegsmaler, Lithograf, Radierer, Grafiker und Illustrator.

## Leben und Ausbildung
Im Alter von fünf Jahren kam Putz nach München, wo er in die Volks- und Lateinschule ging. Danach wurde er Schüler von Frithjof Smith und zeichnete vorwiegend nach Modellen. Als sein Talent erkannt wurde, nahmen ihn Johann Caspar Herterich, Heinz Heim und Ludwig von Löfftz an der Akademie der bildenden Künste in München unter ihre Fittiche. Das Hauptaugenmerk lag auf den Fächern Landschaftsmalerei, Historienmalerei und Genremalerei. Außerdem besuchte er auch die Königliche Kunstgewerbeschule in München. Im Alter von 24 Jahren wurde er bereits als Schlachtenmaler bezeichnet.
Während des Ersten Weltkrieges und danach erstellte er Bildserien von verschiedenen Kriegsschauplätzen. Tätig war Putz danach weiterhin in München. Er war Mitglied im Verein für Originalradierung in München, schloss sich der Luitpold-Gruppe an und stellte seine Werke in deutschen Kunstzentren aus.

## Werk
In seinen Bildern werden die Landschaften als intime Landschaften und Stimmungslandschaften dargestellt, was dem impressionistischen Genre zugeordnet werden kann. Des Weiteren sind seine Arbeiten stark durch die Löfftz-Schule geprägt.
Aufsehen erregte sein Werk Das vierte Jägerbataillon an der Eisenbahnbrücke bei Bazeilles am 31. August 1870 bei der Münchner Jahres-Ausstellung 1888 aufgrund der Komposition und der technischen Umsetzung. Erworben wurde es schließlich von Luitpold von Bayern für die königliche Pinakothek.